# Hulstina terlineata
Hulstina terlineata là một loài bướm đêm trong họ Geometridae.